# Gephyromantis salegy
Gephyromantis salegy är en groddjursart som först beskrevs av Andreone, Aprea, Vences och Gaetano Odierna 2003.  Gephyromantis salegy ingår i släktet Gephyromantis och familjen Mantellidae. IUCN kategoriserar arten globalt som sårbar. Inga underarter finns listade i Catalogue of Life.